# Copa Audi 2009
La primera edición de la Copa Audi 2009 se disputó en los días 29 y 30 de julio de 2009 en el estadio Allianz Arena de Múnich (Alemania), contando con la participación de cuatro equipos. La competencia fue organizada y promovida por el fabricante de automóviles de Audi para celebrar sus 100 años de vida. El Bayern Múnich derrotó a Manchester United en la final en la tanda de penales tras un empate sin goles. Boca Juniors derrotó a Milan en el partido por el tercer lugar.

## Equipos participantes
| País       | Equipo            |
| ---------- | ----------------- |
| Alemania   | Bayern Múnich     |
| Argentina  | Boca Juniors      |
| Inglaterra | Manchester United |
| Italia     | Milan             |

El sorteo de la copa se realizó en el stand de Audi durante el Salón del Automóvil de Ginebra, el 3 de marzo de 2009 por el representante de Audi Tom Kristensen, en presencia de los representantes de los equipos participantes. Gennaro Gattuso (Milan), Wes Brown (Manchester United), Carlos Bianchi (Boca Juniors) y Willy Sagnol (Bayern Múnich).

## Cuadro
|  | Semifinales       | Semifinales          |       |                     | Final             | Final       |  |
|  | 29 de julio       | 29 de julio          |       |                     | 30 de julio       | 30 de julio |  |
|  |                   |                      |       |                     |                   |             |  |
|  |                   |                      |       |                     |                   |             |  |
|  | Manchester United | 2                    |       |                     |                   |             |  |
|  | Boca Juniors      | 1                    |       |                     |                   |             |  |
|  |                   |                      |       |                     |                   |             |  |
|  |                   |                      |       |                     |                   |             |  |
|  |                   |                      |       |                     | Manchester United | 0 (6)       |  |
|  |                   | Bayern Múnich (pen.) | 0 (7) |                     |                   |             |  |
|  |                   |                      |       |                     |                   |             |  |
|  |                   |                      |       |                     |                   |             |  |
|  |                   |                      |       |                     | Tercer lugar      |             |  |
|  |                   |                      |       | 30 de julio         |                   |             |  |
|  | Bayern Múnich     | 4                    |       | Boca Juniors (pen.) | 1 (4)             |             |  |
|  | Milan             | 1                    |       |                     | Milan             | 1 (3)       |  |

### Cuartos de final
| 29 de julio de 2009, 16:30 (UTC) | Manchester United              | 2:1 (2:0) | Boca Juniors | Allianz Arena, Múnich                                      |                                                            |
|                                  | Anderson 22' · A. Valencia 41' |           | Insúa 55'    | Asistencia: 61.000 espectadores Árbitro(s): Wolfgang Stark | Asistencia: 61.000 espectadores Árbitro(s): Wolfgang Stark |

| 29 de julio de 2009, 18:45 (UTC) | Bayern Múnich                                  | 4:1 (1:0) | Milan     | Allianz Arena, Múnich                                   |                                                         |
|                                  | Müller 11' 90' · Schweinsteiger 79' · Sène 89' |           | Pirlo 81' | Asistencia: 61.000 espectadores Árbitro(s): Günter Perl | Asistencia: 61.000 espectadores Árbitro(s): Günter Perl |

### Tercer puesto
| 30 de julio de 2009, 18:30 | Boca Juniors                                    | 1:1 (0:1) (4:3 p.)         | Milan                                           | Allianz Arena, Múnich                                    |                                                          |
|                            | Viatri 87'                                      | Reporte                    | Silva 27'                                       | Asistencia: 61.000 espectadores Árbitro(s): Peter Sippel | Asistencia: 61.000 espectadores Árbitro(s): Peter Sippel |
|                            |                                                 | Tiros desde el punto penal |                                                 |                                                          |                                                          |
|                            | Palermo · Riquelme · Insúa · Battaglia · Viatri |                            | Ronaldinho · Pirlo · Jankulovski · Silva · Pato |                                                          |                                                          |

### Final
| 30 de julio de 2009, 18:45 (UTC) | Manchester United                                                    | 0:0 (6:7 p.)               | Bayern Múnich                                                                      | Allianz Arena, Múnich                                   |  |
|                                  |                                                                      |                            |                                                                                    | Asistencia: 69.000 espectadores Árbitro(s): Felix Brych |  |
|                                  |                                                                      | Tiros desde el punto penal |                                                                                    |                                                         |  |
|                                  | Giggs · Anderson · Nani · Evra · Rooney · Fletcher · Scholes · Evans |                            | Baumjohann · Braafheid · Altıntop · Pranjić · Sosa · Ottl · Badstuber · Van Buyten |                                                         |  |

| Campeón                       |
| Germany                       |
| F. C. Bayern Múnich 1° título |

## Goleadores
| Jugador                | Equipo            | Anotado |
| ---------------------- | ----------------- | ------- |
| Thomas Müller          | Bayern Múnich     | 2       |
| Antonio Valencia       | Manchester United | 1       |
| Lucas Viatri           | Boca Juniors      | 1       |
| Andrea Pirlo           | Milan             | 1       |
| Thiago Silva           | Milan             | 1       |
| Anderson               | Manchester United | 1       |
| Federico Insúa         | Boca Juniors      | 1       |
| Bastian Schweinsteiger | Bayern Múnich     | 1       |
| Saër Sène              | Bayern Múnich     | 1       |

| Predecesor: - | Copa Audi 2009 | Sucesor: Copa Audi 2011 |